# Федерация футбола АСЕАН

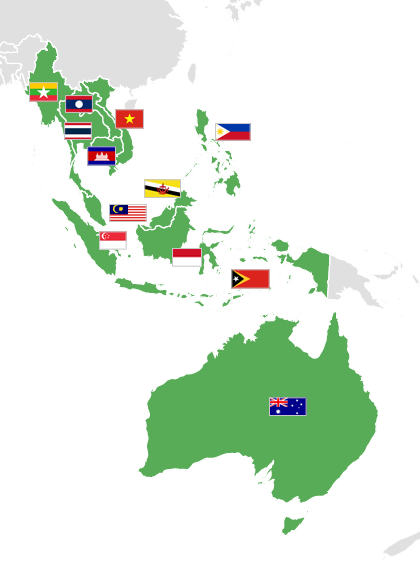
Члены ФФ АСЕАН

Федера́ция футбо́ла АСЕАН (англ. ASEAN Football Federation, AFF) — суборганизация, или подразделение Азиатской конфедерации футбола (АФК), контролирующая развитие футбола в Юго-Восточной Азии. Была основана в 1984 году 6 странами АСЕАН — Брунеем, Индонезией, Малайзией, Сингапуром, Таиландом и Филиппинами. Позже к ФФ АСЕАН присоединились Вьетнам, Камбоджа, Лаос, Мьянма (1996), Восточный Тимор (2004) и Австралия (2013).
Штаб-квартира организации расположена в Петалинг-Джае, Селангор (Малайзия).
Начиная с 1996 года федерацией на регулярной основе проводится Чемпионат АСЕАН по футболу (раз в 2 года).

## Члены
- Федерация футбола Австралии
- Футбольная ассоциация Брунея
- Федерация футбола Вьетнама
- Футбольная ассоциация Индонезии
- Федерация футбола Камбоджи
- Федерация футбола Лаоса
- Футбольная ассоциация Малайзии
- Федерация футбола Мьянмы
- Футбольная ассоциация Сингапура
- Футбольная ассоциация Таиланда
- Федерация футбола Тимор-Лесте
- Федерация футбола Филиппин

## Турниры
| Соревнование                                                | Год  | Чемпионы            | Титулов | Второе место | Следующее соревнование |
| ----------------------------------------------------------- | ---- | ------------------- | ------- | ------------ | ---------------------- |
| Чемпионат АСЕАН по футболу                                  | 2022 | Таиланд             | 7       | Вьетнам      | 2024                   |
| Чемпионат АСЕАН по футболу среди команд до 22-х лет         | 2019 | Индонезия           | 1       | Таиланд      | 2022                   |
| Чемпионат АСЕАН по футболу среди команд до 19-х лет         | 2019 | Австралия           | 5       | Малайзия     | TBD                    |
| Чемпионат АСЕАН по футболу среди команд до 15-х лет         | 2019 | Малайзия            | 2       | Таиланд      | TBD                    |
| Чемпионат АСЕАН по мини-футболу                             | 2019 | Таиланд             | 15      | Индия        | TBD                    |
| Чемпионат АСЕАН по пляжному футболу                         | 2021 | Малайзия            | 1       | Таиланд      | TBD                    |
| Клубный чемпионат АСЕАН по футболу                          | 2005 | Тампинс Роверс      | 1       | Шри Паханг   | TBD                    |
| Клубный чемпионат АСЕАН по мини-футболу                     | 2021 | Чонбури Блювейв     | 2       | Порт         | 2022                   |
| Женский чемпионат АСЕАН по футболу                          | 2019 | Вьетнам             | 3       | Таиланд      | 2023                   |
| Женский чемпионат АСЕАН по футболу среди команд до 19-х лет | 2014 | Таиланд             | 1       | Вьетнам      | TBD                    |
| Женский чемпионат АСЕАН по футболу среди команд до 16-х лет | 2019 | Таиланд             | 1       | Лаос         | TBD                    |
| Женский клубный чемпионат АСЕАН по мини-футболу             | 2016 | Джая Кенчана Энжэлс | 1       | Хон Каен     | TBD                    |